# Halil Kaya
Halil Kaya (Turquía, 1920) fue un deportista turco especialista en lucha grecorromana donde llegó a ser medallista de bronce olímpico en Londres 1948.

## Carrera deportiva
En los Juegos Olímpicos de 1948 celebrados en Londres ganó la medalla de bronce en lucha grecorromana estilo peso gallo, tras el sueco Kurt Pettersén (oro) y el egipcio Mahmoud Hassan (plata).